# Sint-Jozefkerk (Peulis)

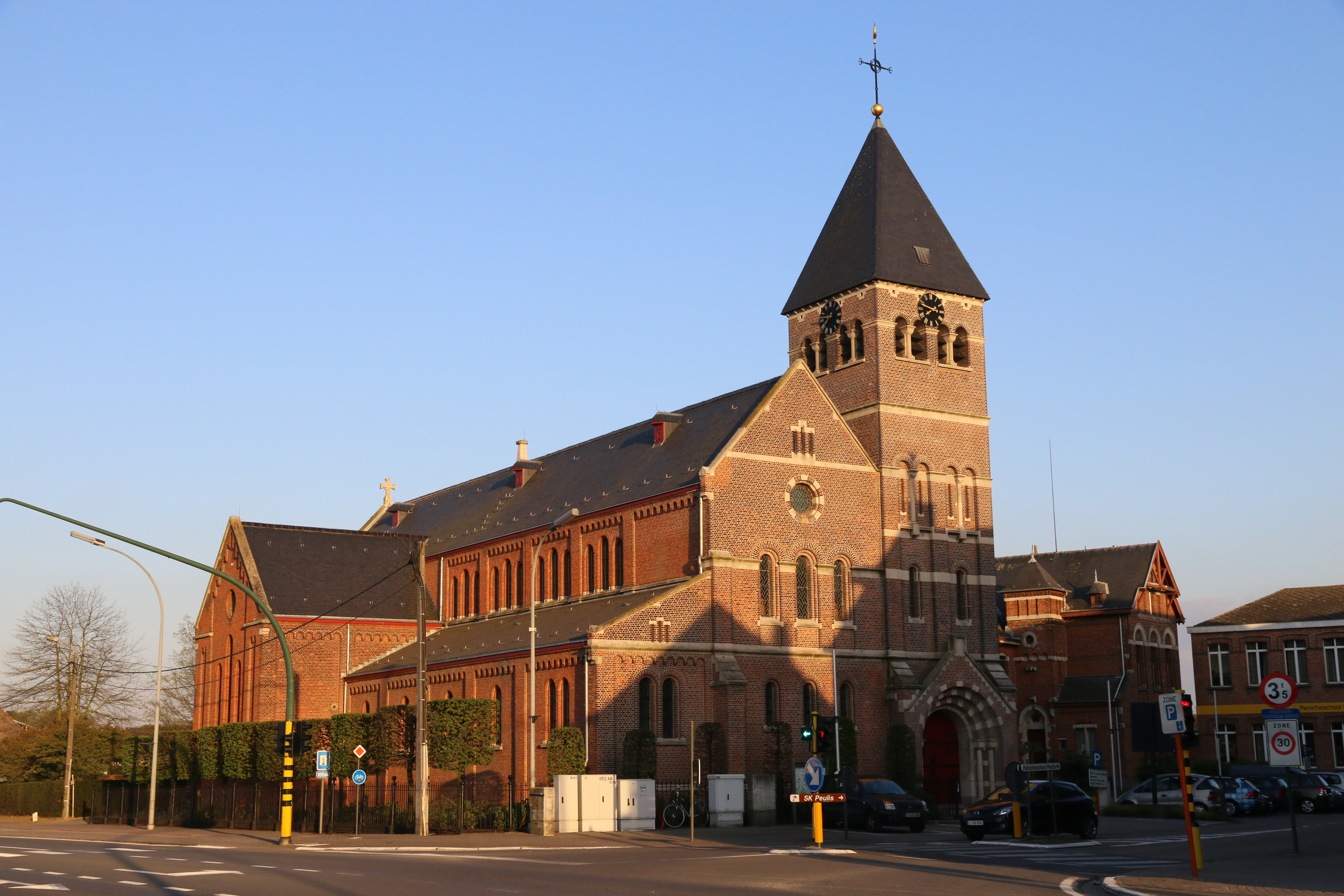
Sint-Jozefkerk

De Sint-Jozefkerk is de parochiekerk van de tot de Antwerpse gemeente Putte behorende plaats Peulis, gelegen aan de Peulisstraat.

## Geschiedenis
Peulis was weliswaar een bevolkt gehucht, maar het was aanvankelijk verspreid over drie gemeenten: Putte, Rijmenam en Onze-Lieve-Vrouw-Waver. Er was ook geen parochie. Pas in 1883 werd een kapel opgericht en in 1891 werd Peulis een zelfstandige parochie.
In 1900-1902 werd een kerk gebouwd naar ontwerp van Léonard Blomme. Het betreft een georiënteerde bakstenen kruisbasiliek in neoromaanse stijl.

## Gebouw
De voorgevel is asymmetrisch en de toren is rechts naast de voorgevel gebouwd. Deze toren heeft drie geledingen.
Het kerkinterieur is neogotisch en omvat onder meer een beeld van Sint-Apollonia.
Buiten de kerk bevindt zich een kleine Lourdesgrot.